# Eduard Otto Mettivier Meijer
Eduard Otto Mettivier Meijer (Den Haag, 6 juli 1914 - Nijmegen, 6 september 1944), was een Nederlandse verzetsstrijder tijdens de Tweede Wereldoorlog. Hij was tijdens de Duitse bezetting actief voor de groep Packard.

## Biografie
Mettivier Meijer was werkzaam bij Philips te Eindhoven toen hij in het najaar van 1942 werd benaderd door de eveneens bij Philips werkzame Ir. D.M. Duinker om voor het verzet werkzaamheden te gaan verrichten. Duinker had eerder Henk Deinum, leider van de groep Packard, voorzien van een bouwschema voor een zender. Tevens verstrekte hij aan Deinum enige onderdelen en kristallen voor de opgegeven golflengten waarop telegrafisch kon worden gecommuniceerd met Bureau Inlichtingen te Londen. Mettivier Meijer besloot deel te nemen aan het verzetswerk en maakte voor Deinum en Aad de Roode een ontvanginstallatie in Den Haag. Toen later de dubbelzender 'St.Julian' in de lucht was, zocht hij contacten en veilige zendhuizen in de omgeving van Den Haag.
Vervolgens was hij actief bij het inrichten van de zender 'St. Denys' in Amsterdam en de meteozenders 'Irene-Met' te Utrecht, 'Beatrix-Met' te Groningen en 'Margriet-Met' te Maastricht. Veel tijd en moeite besteedde hij aan het maken van sterkere zenders en betere ontvangers. Mettivier Meijer voorzag alle zenders van accu's en omvormers, zodat zij onafhankelijk van het lichtnet konden functioneren.
Op 6 september 1944 vertrok Mettivier Meijer met de zender 'St. Joseph' uit Eindhoven met bestemming Arnhem. Hij werd in Nijmegen, of in de buurt daarvan, met het belastende materiaal door de Duitsers aangehouden. Enige uren later werd hij bij een vluchtpoging doodgeschoten.
Voor betoonde dapperheid tijdens de oorlogsjaren werd hij postuum onderscheiden met de Bronzen Leeuw (KB nr. 24 van 14 december 1949).